# Шлиссельбургский 15-й пехотный полк
15-й пехотный Шлиссельбургский генерал-фельдмаршала князя Аникиты Репнина полк — пехотный полк Русской императорской армии.
Старшинство полка — 25 июня 1700 года. Полковой праздник — 23 июня.

## Места дислокации
- 1771 — Ревель[1]. Полк входил в состав Эстляндской дивизии.
- 1820 — Ковров, Владимирской губернии[2]. Второй батальон полка на поселении в Новгородской губернии. Полк входил в состав 5-й пехотной дивизии.
- 1870 — Калиш[3]. Полк входил в состав 4-й пехотной дивизии.
- 1892—1914 — Репнинский Штаб при посаде Замбров[3].

## История
- 25 июня 1700 — Сформирован в Москве из рекрут пехотный Матфея Трейдена полк.
- 1700 — Действовал под Нарвой.
- 1700—1702 — Действовал в Ингерманландии.
- 1702 — Выделен полк Гундертмарка, оставшаяся часть соединена с полком Буша.
- 1703 — Пехотный Повиша полк.
- 1703 — Участвовал в Шведских походах
- 1704 — Участвовал в сражении под Нарвой.
- 1705 — Действовал в Курляндии.
- 10 марта 1708 — Шлиссельбургский пехотный полк.
- 1709 — Участвовал в сражениях под Полтавой и Ригой.
- 1711 — Участвовал в Прутском походе.
- 1714 — Участвовал в Гангутском сражении.
- 16 февраля 1727 — Великолуцкий пехотный полк.
- 6 ноября 1727 — Шлиссельбургский пехотный полк.
- 25 апреля 1762 — Пехотный генерал-майора барона Карла фон Розена полк.
- 5 июля 1762 — Шлиссельбургский пехотный полк. В 1787 году батальоны Шлиссельбургского полка участвовали в Кинбурнской баталии.

Неприятельское корабельное войско, какого я лучше у них не видел, преследовало наших; я бился в передних рядах Шлиссельбургского полку; гренадер Степан Новиков, на которого уж сабля взнесена была в близости моей, обратился на своего противника, умертвил его штыком, другого, за ним следующего, застрелил… Они побежали назад— Суворов А. В. о сражении при Кинбурне
- 29 ноября 1796 — Шлиссельбургский мушкетерский полк.
- 31 октября 1798 — Мушкетерский генерал-майора Измайлова полк.
- 13 марта 1801 — Шлиссельбургский мушкетерский полк.
- 29 декабря 1802 — Выделил роту на формирование 3-го батальона Куринского мушкетерского полка
- 22 февраля 1811 — Шлиссельбургский пехотный полк.
- 28 января 1833 — Присоединен 23-й егерский полк. Наименован Шлиссельбургским егерским полком.
- 4 августа 1855 — Участвовал в сражении на Чёрной речке.
- Август 1855 — Участвовал в обороне Севастополя, в частности, в отражении последнего штурма города.
- 17 апреля 1856 — Шлиссельбургский пехотный полк.
- 25 марта 1864 — 15-й пехотный Шлиссельбургский полк.
- 25 марта 1891 г. — 15-й пехотный Шлиссельбургский генерал-фельдмаршала князя Аникиты Репнина полк.
- Август-сентябрь 1914 — Участвовал в Восточно-Прусской операции в составе 2-й армии генерала А. В. Самсонова.
- 11 ноября — 24 ноября 1914 — Участвовал в Лодзинской операции 1914 в составе 2-й армии генерала С. М. Шейдемана.
- В конце мая - начале июня 1915 г. участвовал в Журавненской операции[4].

## Эволюция знаков различия

### Офицеры
| Описание              | Знаки различия по состоянию 1864—1874 гг. | Знаки различия по состоянию 1864—1874 гг. | Знаки различия по состоянию 1864—1874 гг. | Знаки различия по состоянию 1864—1874 гг. | Знаки различия по состоянию 1864—1874 гг. | Знаки различия по состоянию 1864—1874 гг. | Знаки различия по состоянию 1864—1874 гг. | Знаки различия по состоянию 1864—1874 гг. |
| --------------------- | ----------------------------------------- | ----------------------------------------- | ----------------------------------------- | ----------------------------------------- | ----------------------------------------- | ----------------------------------------- | ----------------------------------------- | ----------------------------------------- |
| эполеты               |                                           |                                           |                                           |                                           |                                           |                                           |                                           |                                           |
| погоны                |                                           |                                           |                                           |                                           |                                           |                                           |                                           |                                           |
|                       | Знаки различия по состоянию 1874—1904 гг. |                                           |                                           |                                           |                                           |                                           |                                           |                                           |
| эполеты               |                                           |                                           |                                           |                                           |                                           |                                           |                                           |                                           |
| погоны                |                                           |                                           |                                           |                                           |                                           |                                           |                                           |                                           |
|                       | Знаки различия по состоянию 1904—1909 гг. |                                           |                                           |                                           |                                           |                                           |                                           |                                           |
| эполеты               |                                           |                                           | yпразднён в 1884 г.                       |                                           |                                           |                                           |                                           |                                           |
| погоны                |                                           |                                           |                                           |                                           |                                           |                                           |                                           |                                           |
|                       | Знаки различия по состоянию 1909—1911 гг. |                                           |                                           |                                           |                                           |                                           |                                           |                                           |
| эполеты               |                                           |                                           |                                           |                                           |                                           |                                           |                                           |                                           |
| погоны                |                                           |                                           |                                           |                                           |                                           |                                           |                                           |                                           |
|                       | Знаки различия по состоянию 1911—1917 гг. |                                           |                                           |                                           |                                           |                                           |                                           |                                           |
| эполеты               |                                           |                                           |                                           |                                           |                                           |                                           |                                           |                                           |
| погоны                |                                           |                                           |                                           |                                           |                                           |                                           |                                           |                                           |
|                       | Знаки различия по состоянию 1914—1917 гг. |                                           |                                           |                                           |                                           |                                           |                                           |                                           |
| походные погоны       |                                           |                                           |                                           |                                           |                                           |                                           |                                           |                                           |
| Классный чин / Звание | Полковник                                 | Подполковник                              | Майор                                     | Капитан                                   | Штабс-капитан                             | Поручик                                   | Подпоручик                                | Прапорщик                                 |
| Группа                | штаб-офицеры                              | штаб-офицеры                              | штаб-офицеры                              | обер-офицеры                              | обер-офицеры                              | обер-офицеры                              | обер-офицеры                              | обер-офицеры                              |

### Унтер-офицеры и рядовые
| Описание              | Знаки различия по состоянию на 1864—1874 гг.              | Знаки различия по состоянию на 1864—1874 гг. | Знаки различия по состоянию на 1864—1874 гг. | Знаки различия по состоянию на 1864—1874 гг. | Знаки различия по состоянию на 1864—1874 гг. | Знаки различия по состоянию на 1864—1874 гг. | Знаки различия по состоянию на 1864—1874 гг. |
| --------------------- | --------------------------------------------------------- | -------------------------------------------- | -------------------------------------------- | -------------------------------------------- | -------------------------------------------- | -------------------------------------------- | -------------------------------------------- |
| погоны                |                                                           |                                              |                                              |                                              |                                              |                                              |                                              |
|                       | Знаки различия по состоянию на 1874—1904 гг.              |                                              |                                              |                                              |                                              |                                              |                                              |
| погоны                |                                                           |                                              |                                              |                                              |                                              |                                              |                                              |
| Описание              | Знаки различия по состоянию на 1904—1909 гг.              | Знаки различия по состоянию на 1904—1909 гг. | Знаки различия по состоянию на 1904—1909 гг. | Знаки различия по состоянию на 1904—1909 гг. | Знаки различия по состоянию на 1904—1909 гг. | Знаки различия по состоянию на 1904—1909 гг. | Знаки различия по состоянию на 1904—1909 гг. |
| погоны                |                                                           | 1907—1909 гг.                                |                                              |                                              |                                              |                                              |                                              |
| Описание              | Знаки различия по состоянию на 1909—1911 гг.              | Знаки различия по состоянию на 1909—1911 гг. | Знаки различия по состоянию на 1909—1911 гг. | Знаки различия по состоянию на 1909—1911 гг. | Знаки различия по состоянию на 1909—1911 гг. | Знаки различия по состоянию на 1909—1911 гг. | Знаки различия по состоянию на 1909—1911 гг. |
| погоны                |                                                           |                                              |                                              |                                              |                                              |                                              |                                              |
| Описание              | Знаки различия по состоянию на 1911—1917 гг.              | Знаки различия по состоянию на 1911—1917 гг. | Знаки различия по состоянию на 1911—1917 гг. | Знаки различия по состоянию на 1911—1917 гг. | Знаки различия по состоянию на 1911—1917 гг. | Знаки различия по состоянию на 1911—1917 гг. | Знаки различия по состоянию на 1911—1917 гг. |
| погоны                |                                                           |                                              |                                              |                                              |                                              |                                              |                                              |
| Описание              | Знаки различия по состоянию на 1912—1917 гг.              | Знаки различия по состоянию на 1912—1917 гг. | Знаки различия по состоянию на 1912—1917 гг. | Знаки различия по состоянию на 1912—1917 гг. | Знаки различия по состоянию на 1912—1917 гг. | Знаки различия по состоянию на 1912—1917 гг. | Знаки различия по состоянию на 1912—1917 гг. |
| походные погоны       | «Зауряд-прапорщик» (подпрапорщик) на офицерской должности |                                              |                                              |                                              |                                              |                                              |                                              |
| Воинское звание / Чин | Зауряд-прапорщик                                          | Подпрапорщик                                 | Фельдфебель                                  | старший унтер-офицер                         | младший унтер-офицер                         | Ефрейтор                                     | Рядовой                                      |
| Группа                | Унтер-офицеры                                             | Унтер-офицеры                                | Унтер-офицеры                                | Унтер-офицеры                                | Унтер-офицеры                                | Нижние чины                                  | Нижние чины                                  |

### Другие знаки различия

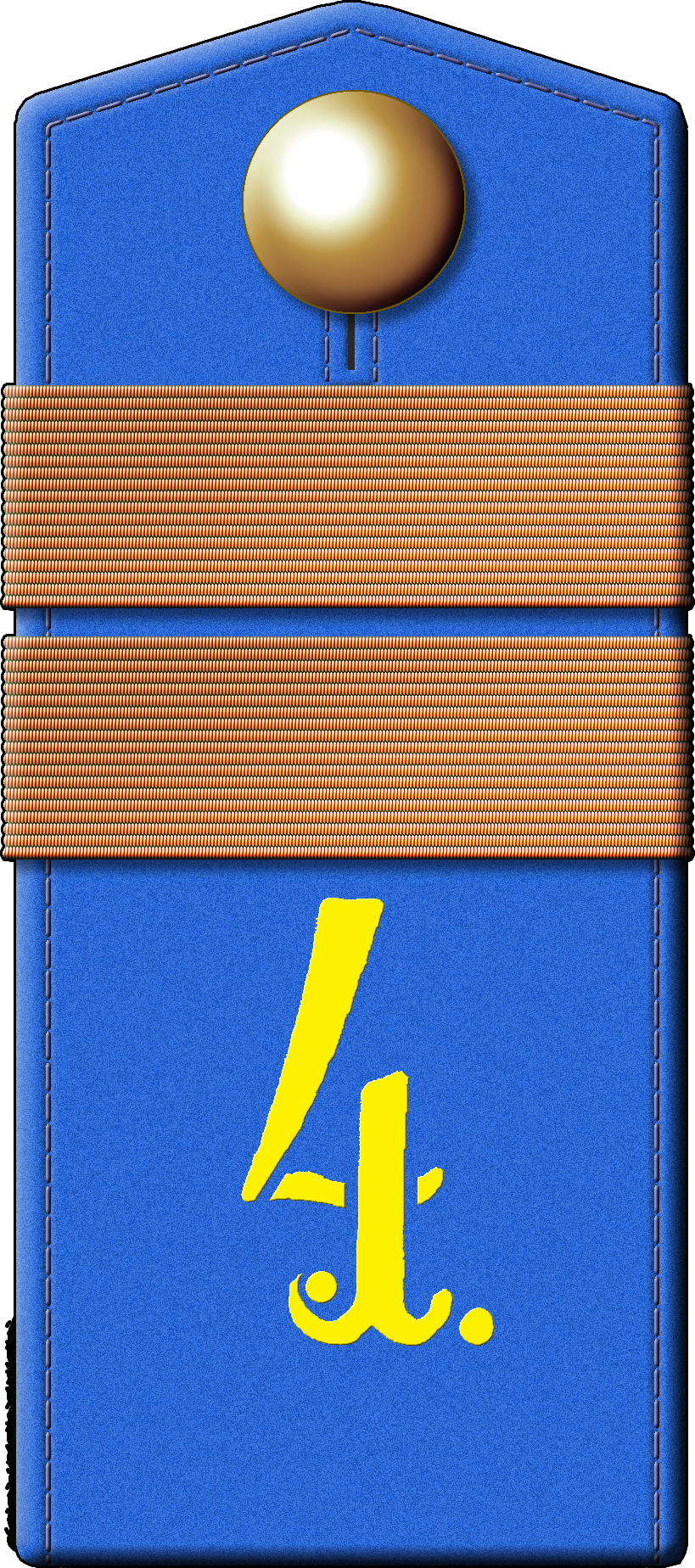
Погон воинского звания (1900—1904 гг.) «Оружейный мастер 1-го разряда»
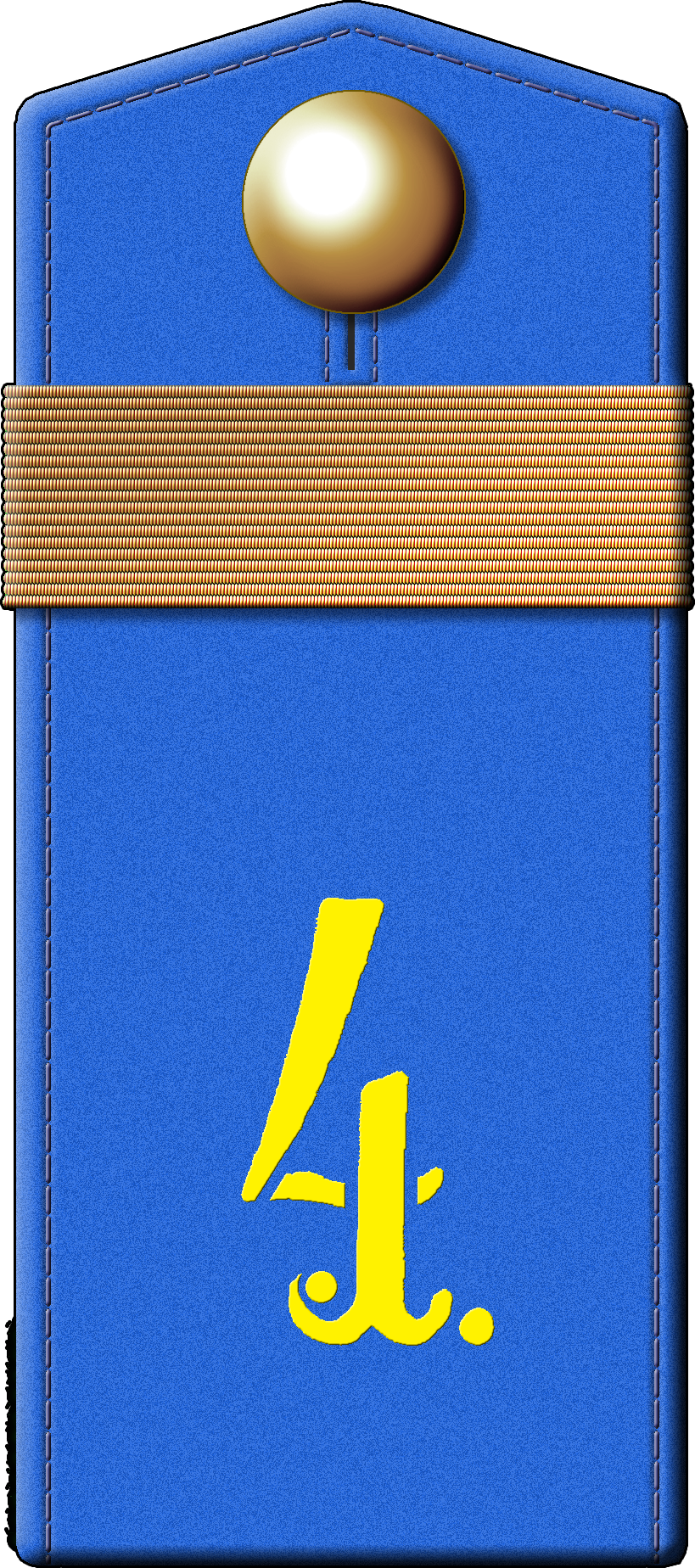
Погон воинского звания (1900—1904 гг.) «Оружейный мастер 2-го разряда»

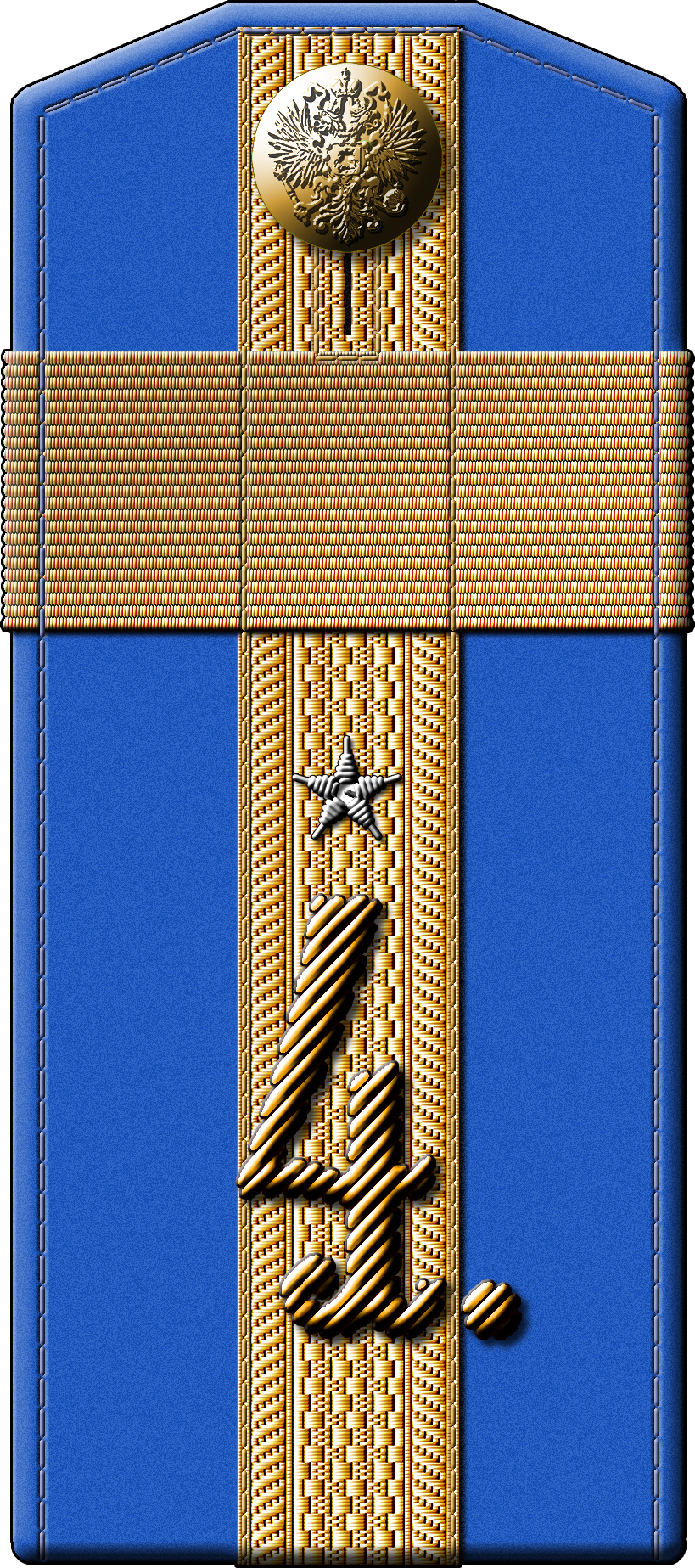
Погон воинского звания (1904—1909 гг.) «Зауряд-прапорщик, в должности фельдфебеля»
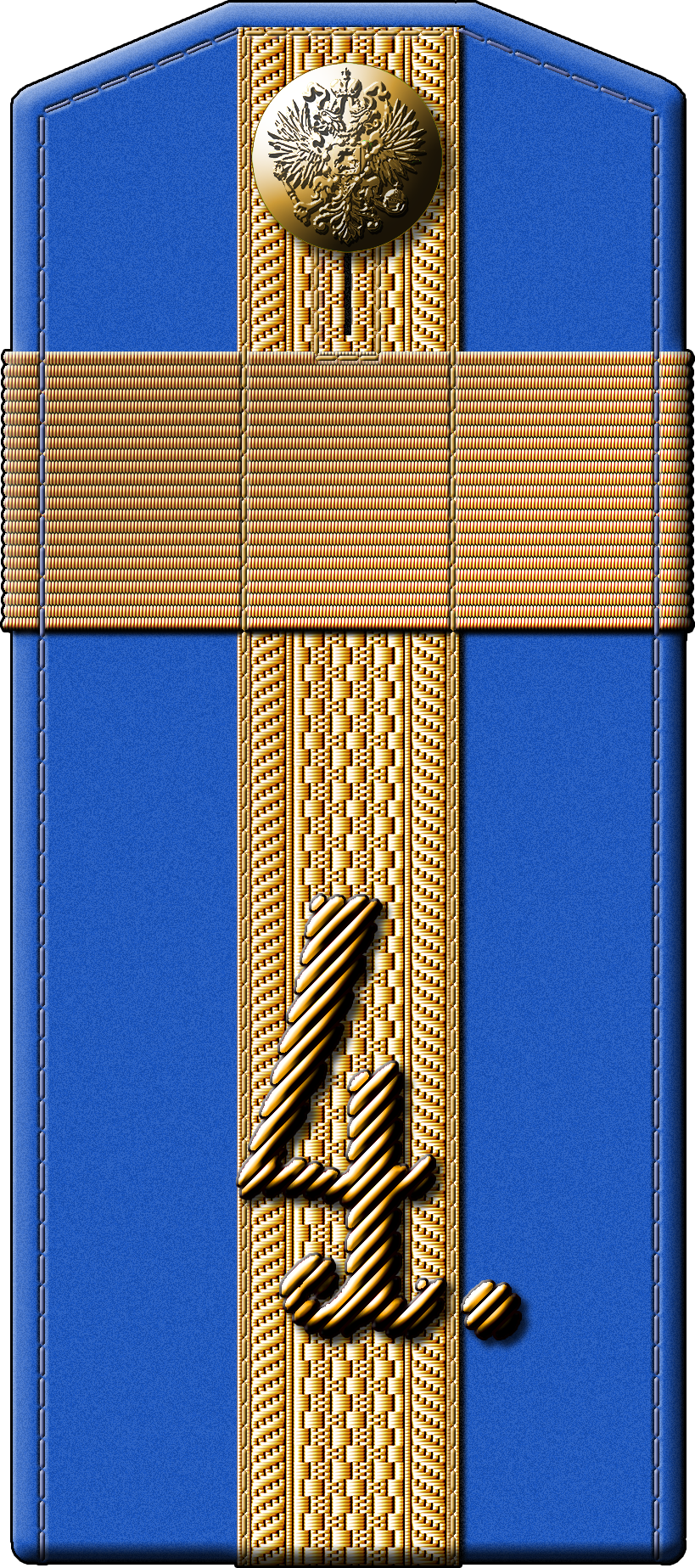
Погон воинского звания (1907—1911 гг.) «Подпрапорщик в должности фельдфебеля»
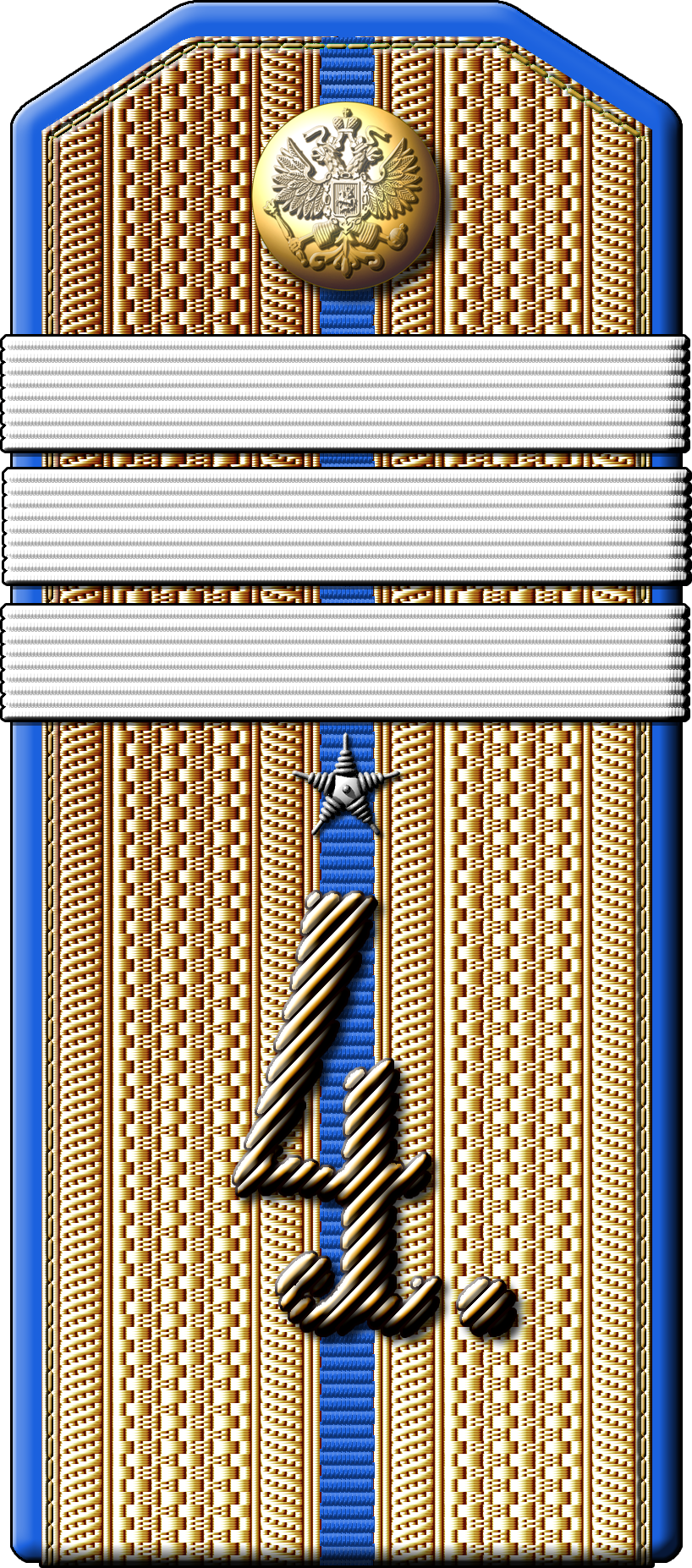
Погон воинского звания (1904—1909 гг.) Зауряд-прапорщик (произведенный из старших унтер-офицеров)
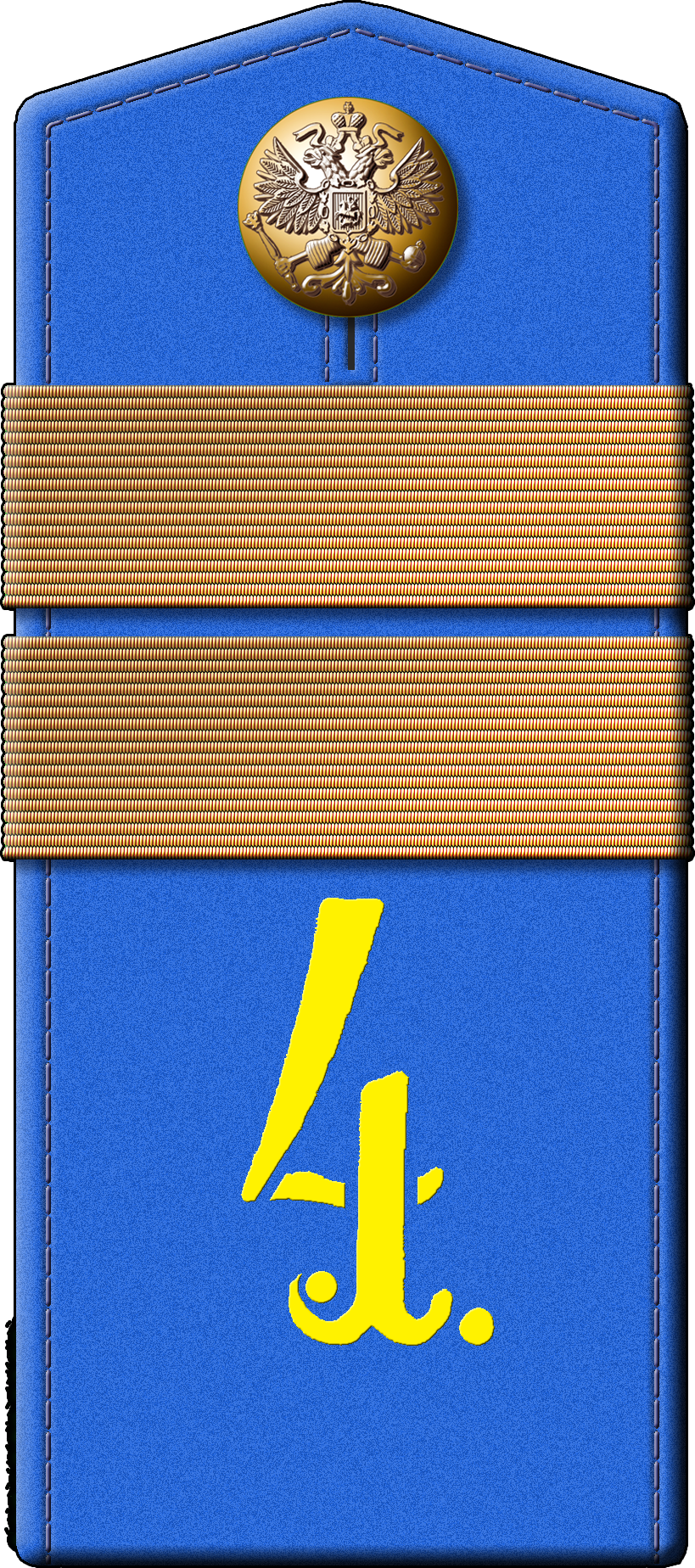
Погон воинского звания (1904—1909 гг.) «Оружейный мастер 1-го разряда»
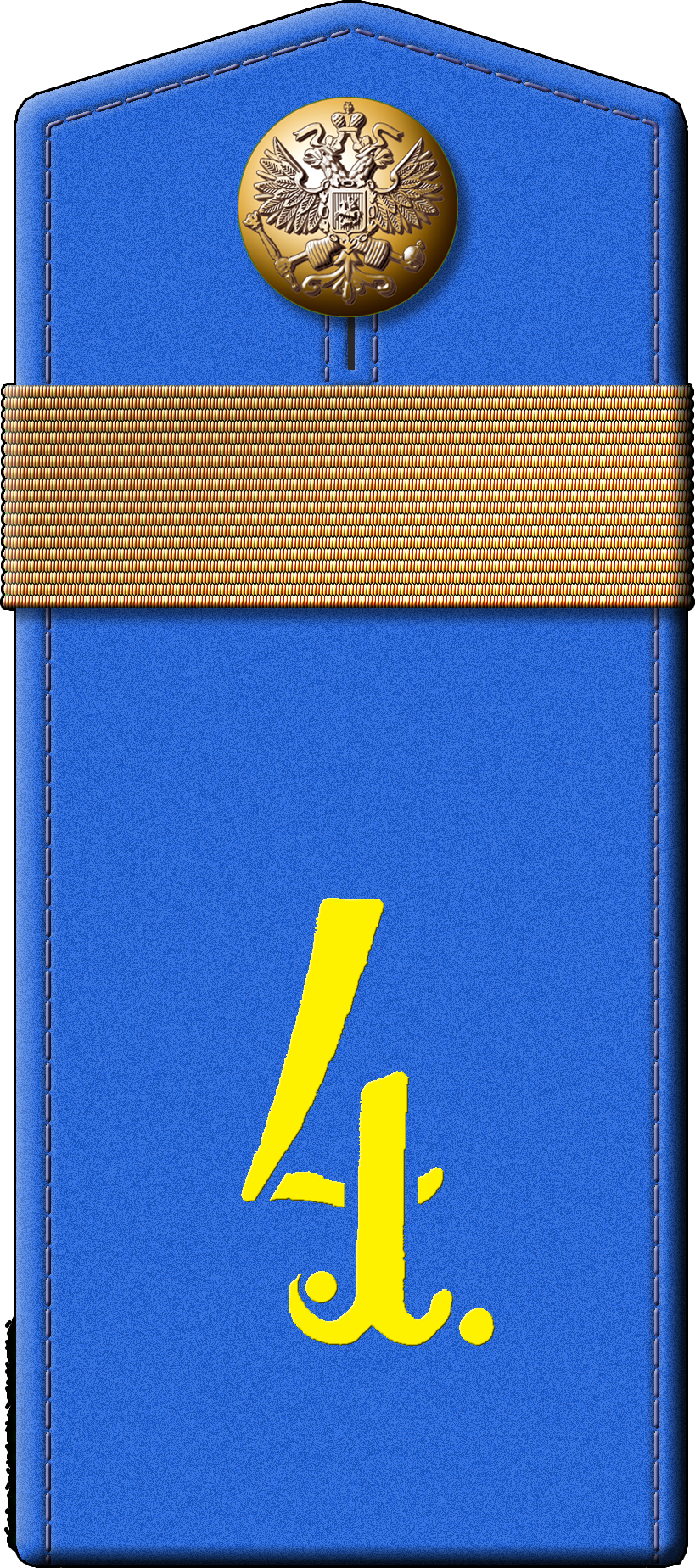
Погон воинского звания (1904—1909 гг.) «Оружейный мастер 2-го разряда»
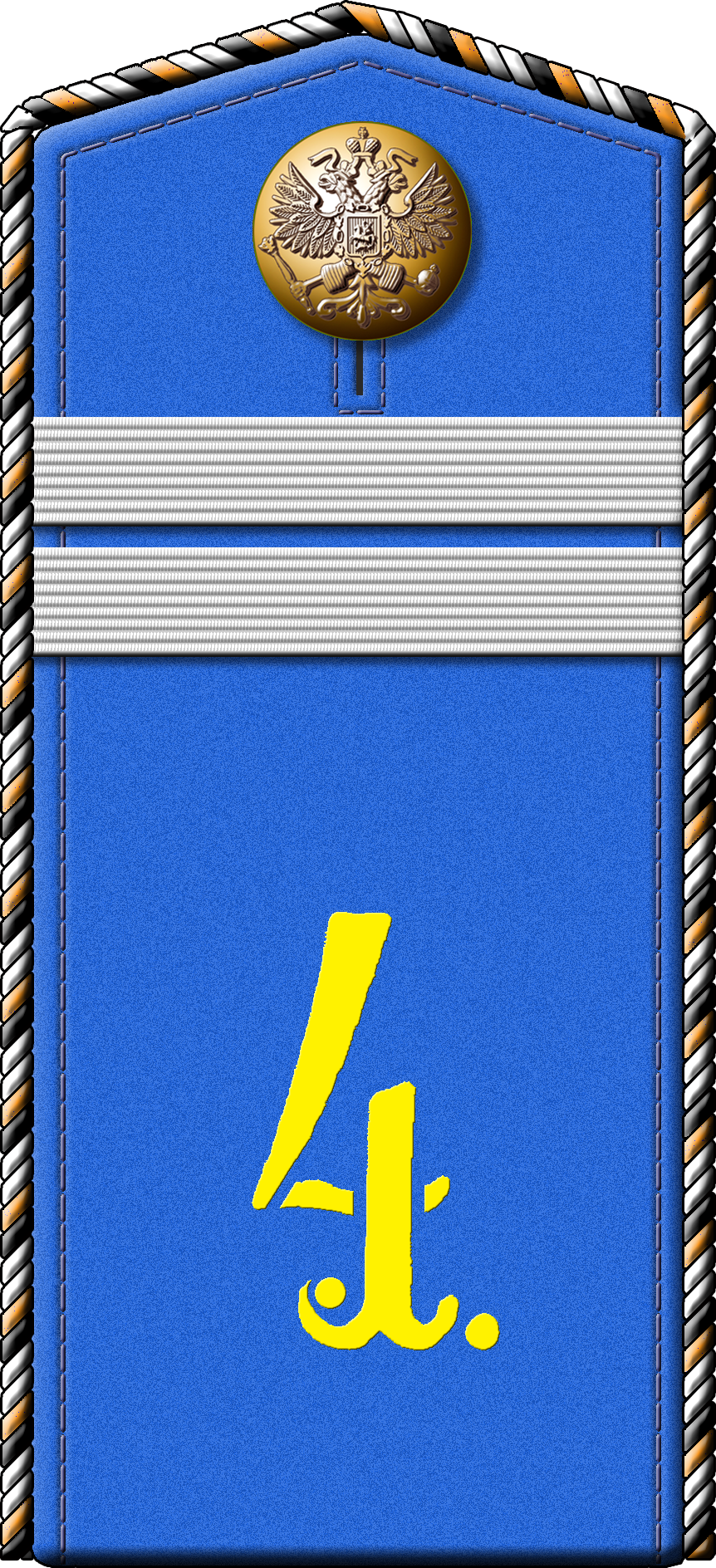
Погон воинского звания (1904—1909 гг.) «Младший унтер-офицер на правах вольноопределяющегося»
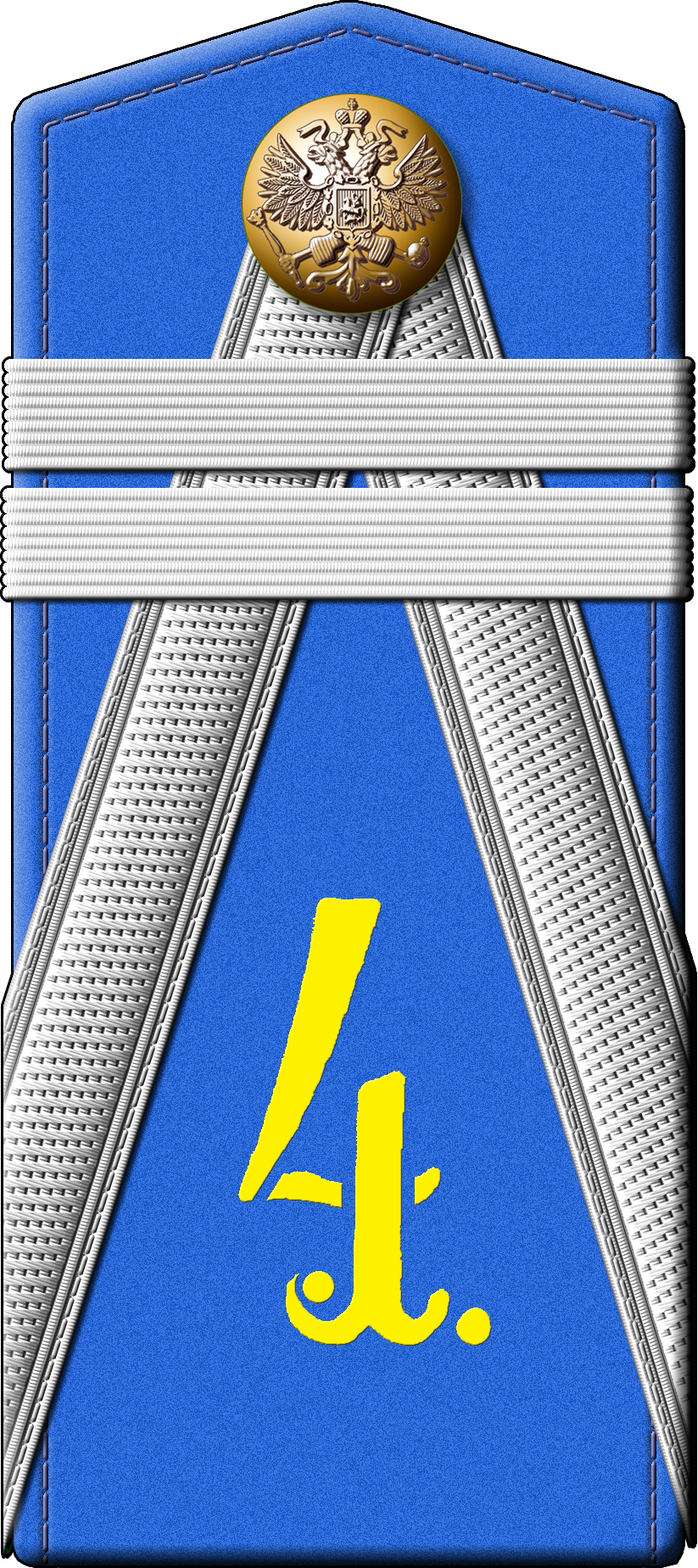
Погон воинского звания (1904—1909 гг.) «Младший унтер-офицер — кандидат на классную должность»

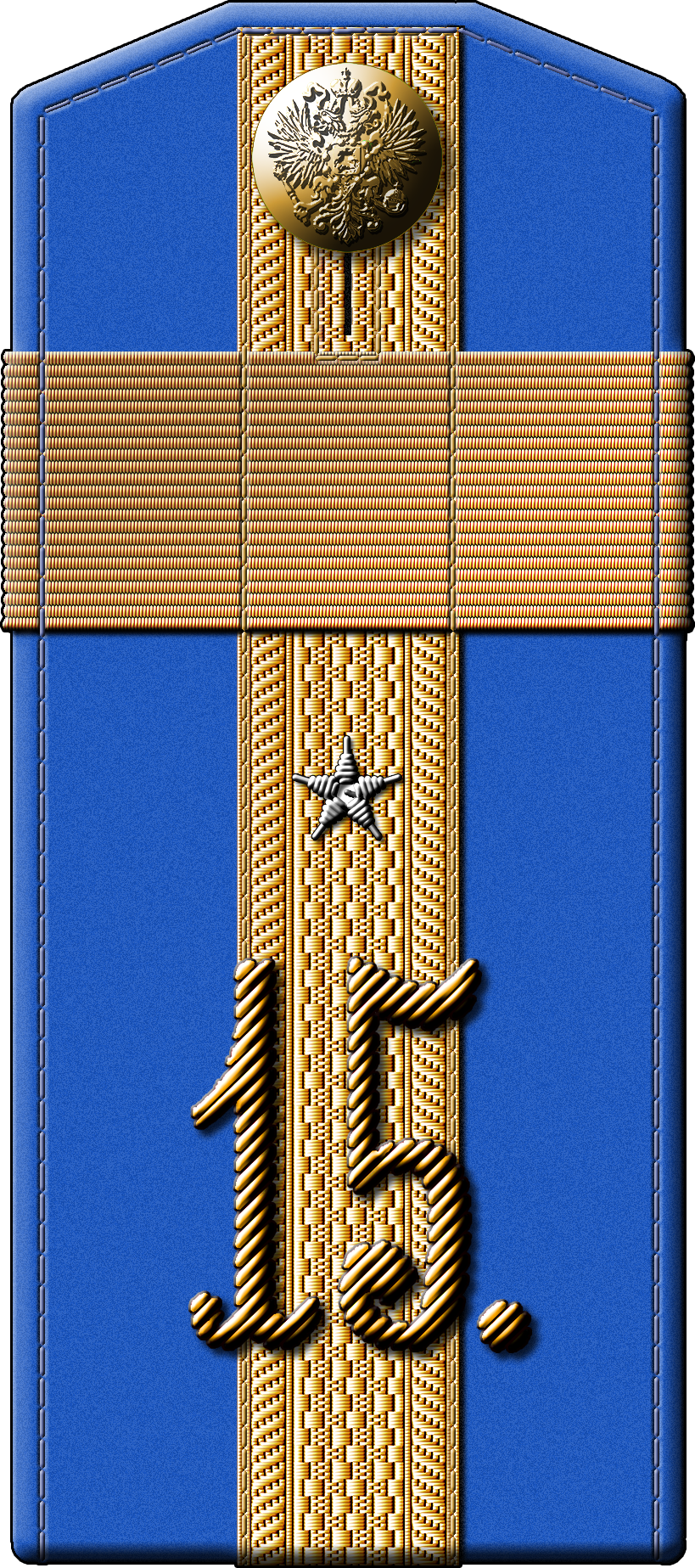
Погон воинского звания (1909—1911 гг.) «Зауряд-прапорщик, произведенный из фельдфебелей»
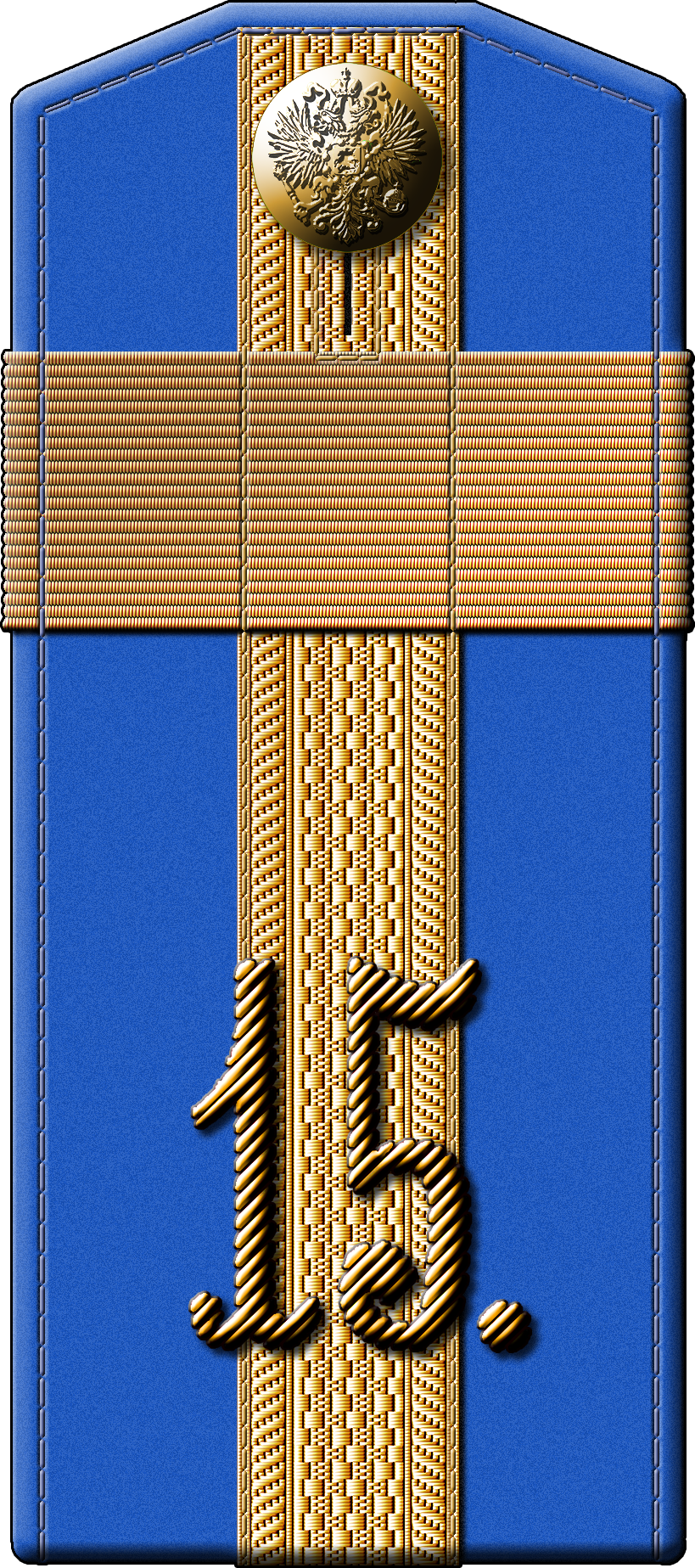
Погон воинского звания (1909—1911 гг.) «Подпрапорщик на должности фельдфебеля»
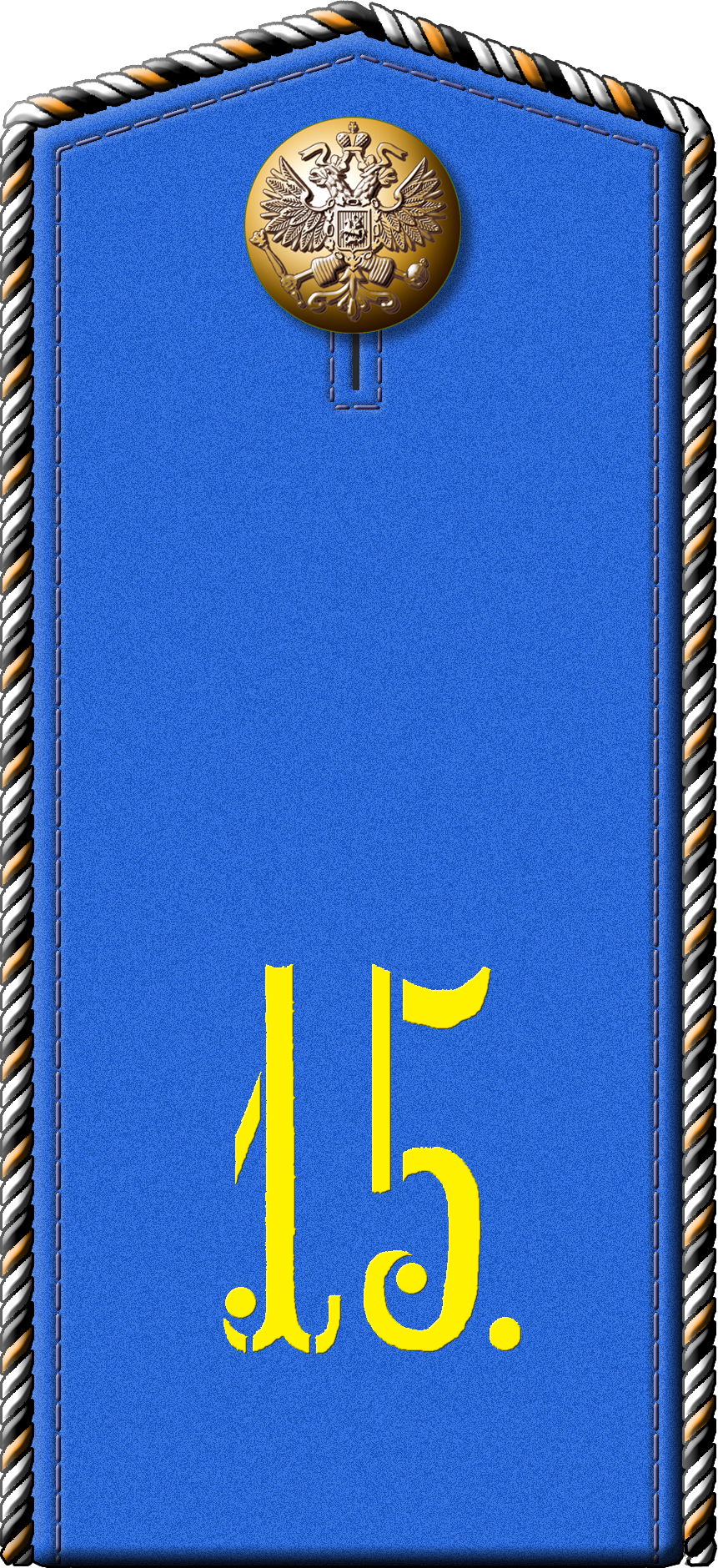
Погон воинского звания (1909—1911 гг.) «Рядовой на правах вольноопределяющегося»

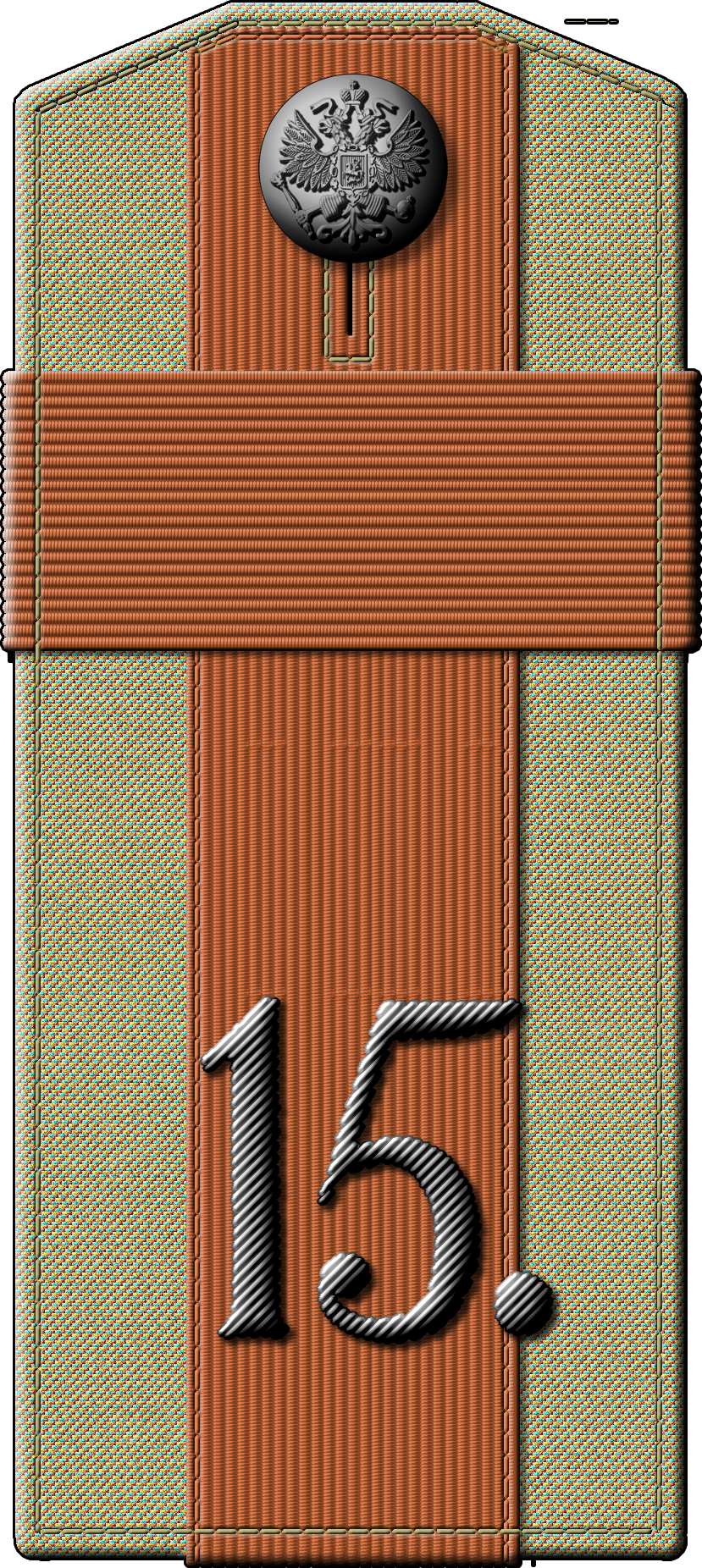
Походный погон воинского звания (1911—1917 гг.) «Подпрапорщик на должности фельдфебеля»
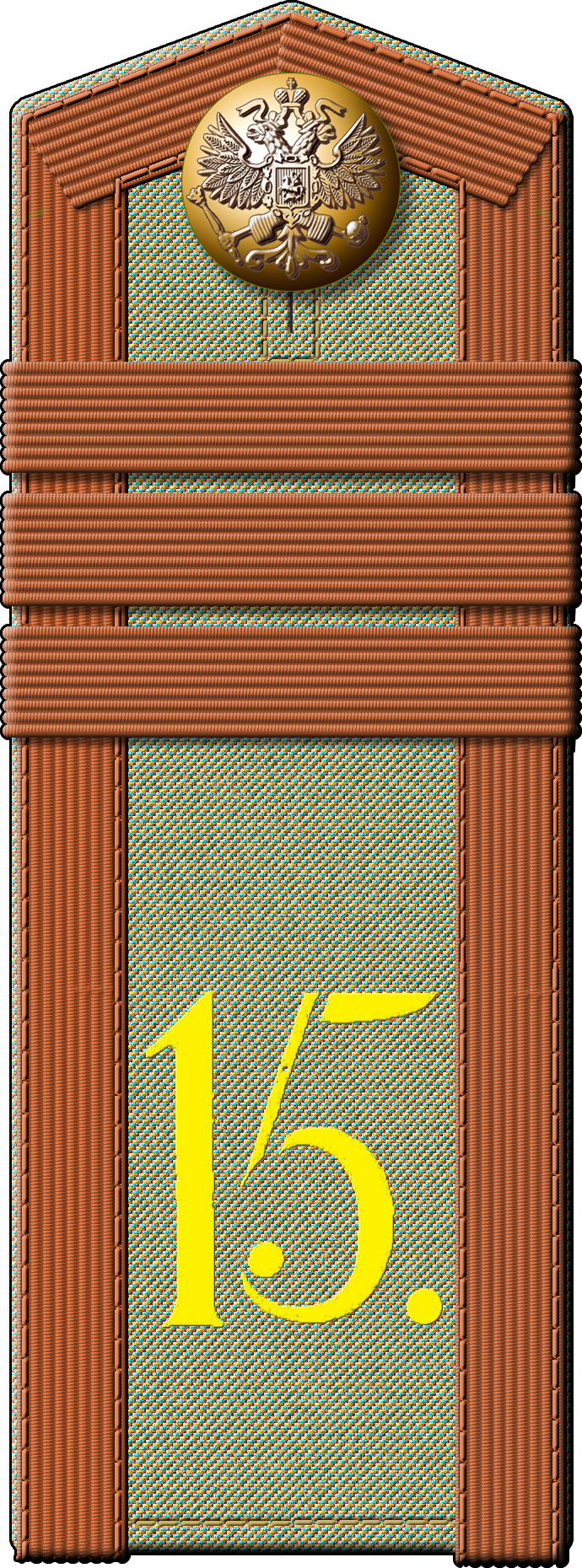
Походный погон воинского звания (1911—1917 гг.) «Старший унтер-офицер, сверхсрочнослужащий 2-го разряда»
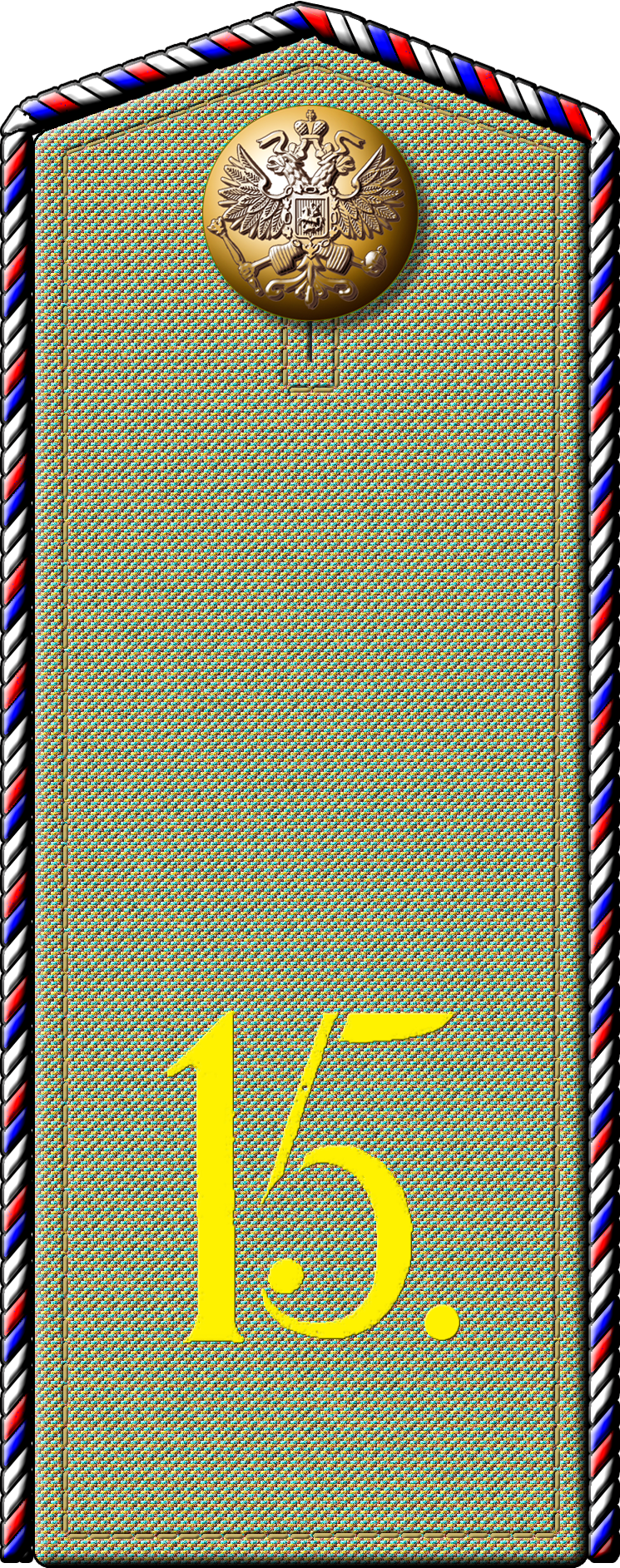
Походный погон воинского звания (1912—1917 гг.) «Рядовой, из охотников»

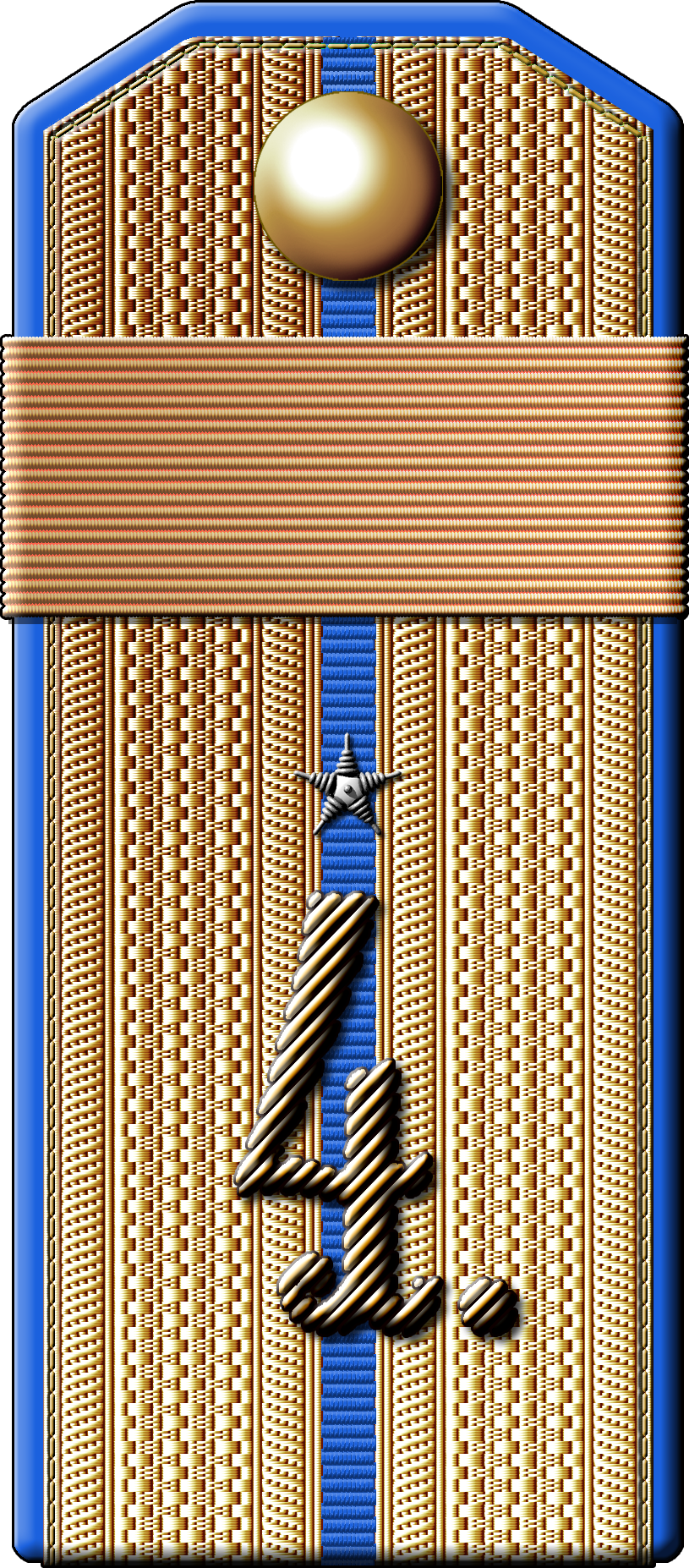
Погон воинского звания (1891—1904 гг.) «Зауряд-прапорщик, произведенный из фельдфебелей»
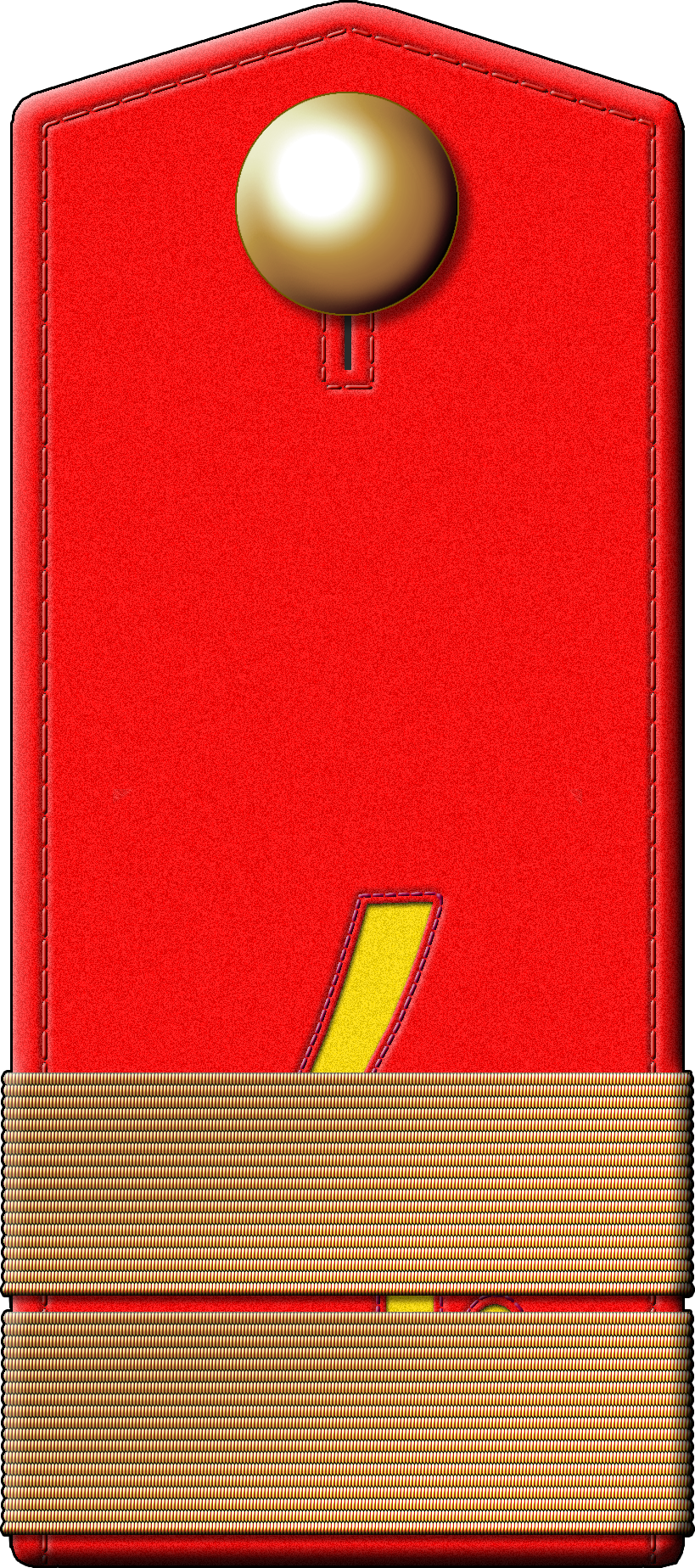
Погон воинского звания (1869—1874 гг.) «Оружейный мастер 1-го разряда»
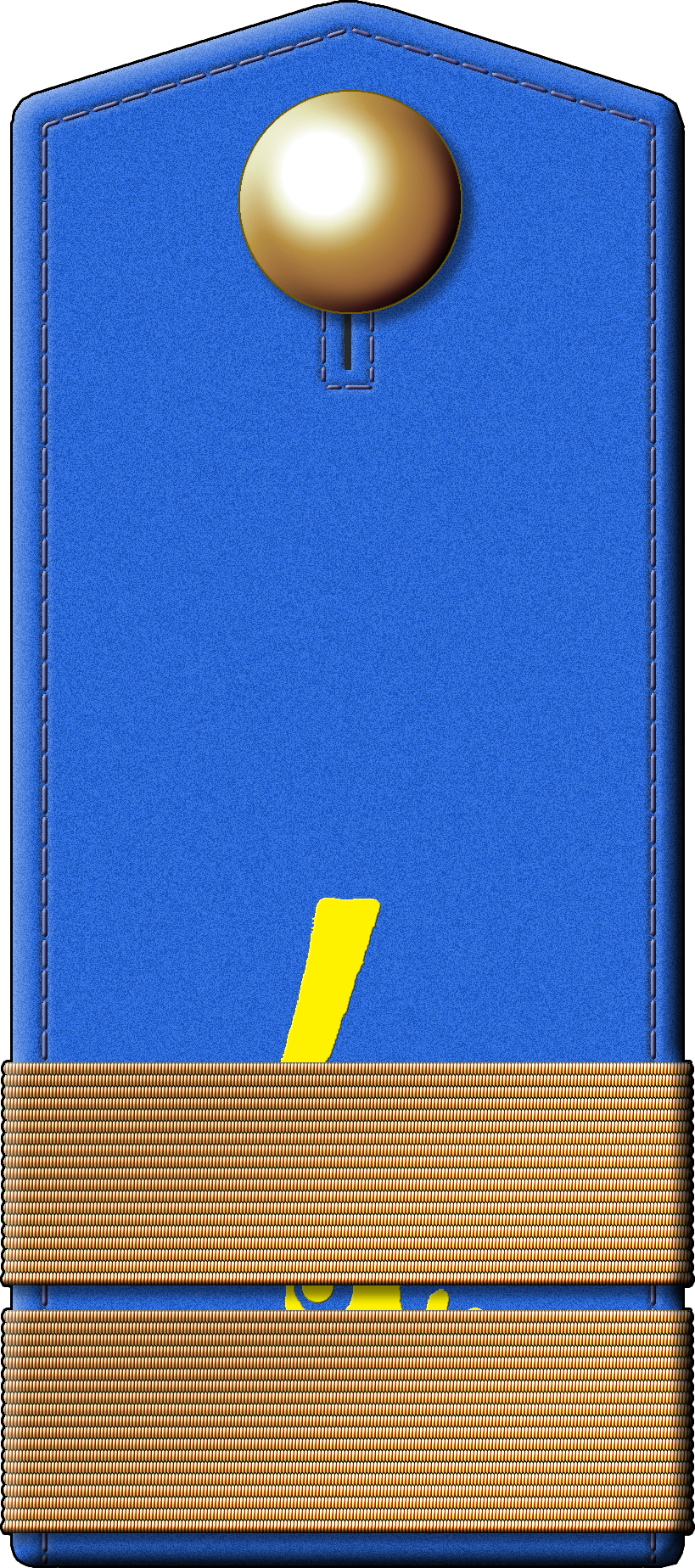
Погон воинского звания (1874—1900 гг.) «Оружейный мастер 1-го разряда»
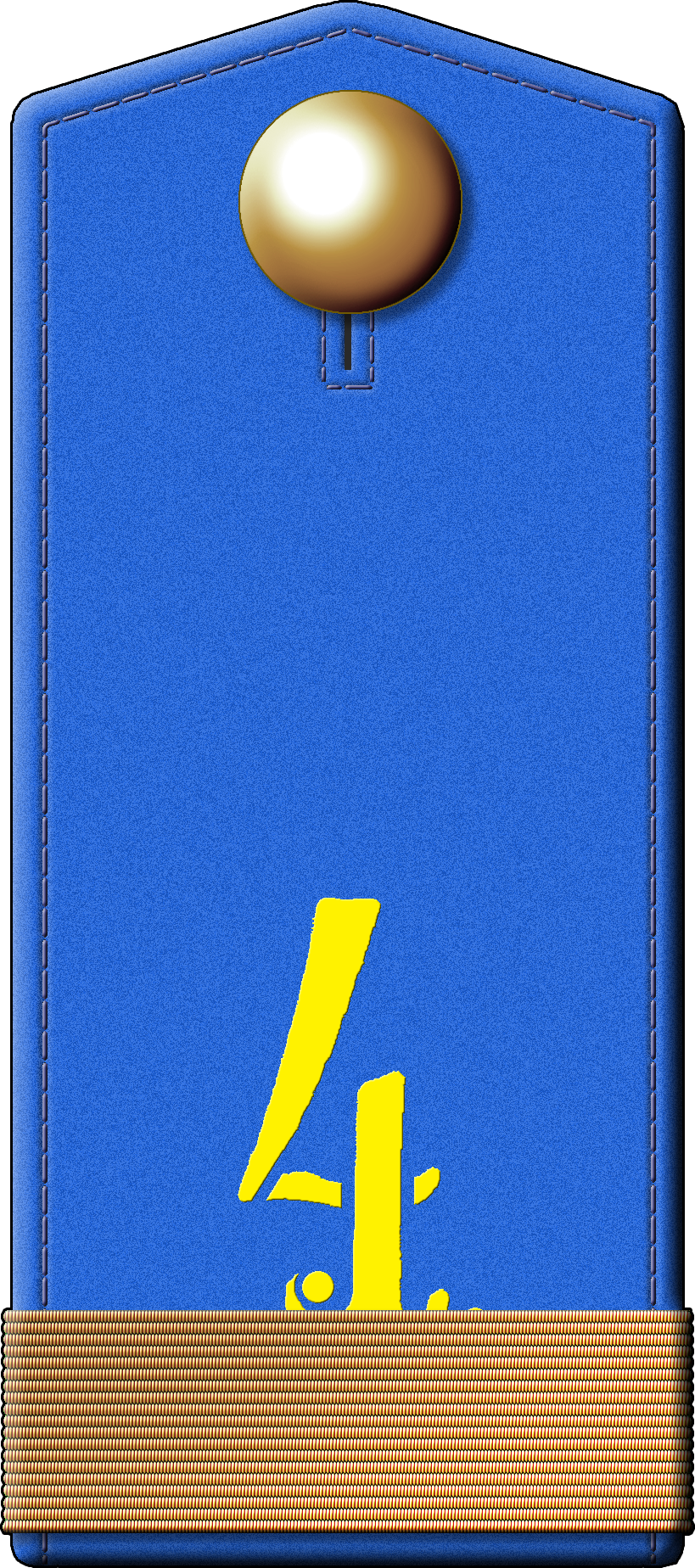
Погон воинского звания (1874—1900 гг.) «Оружейный мастер 2-го разряда»
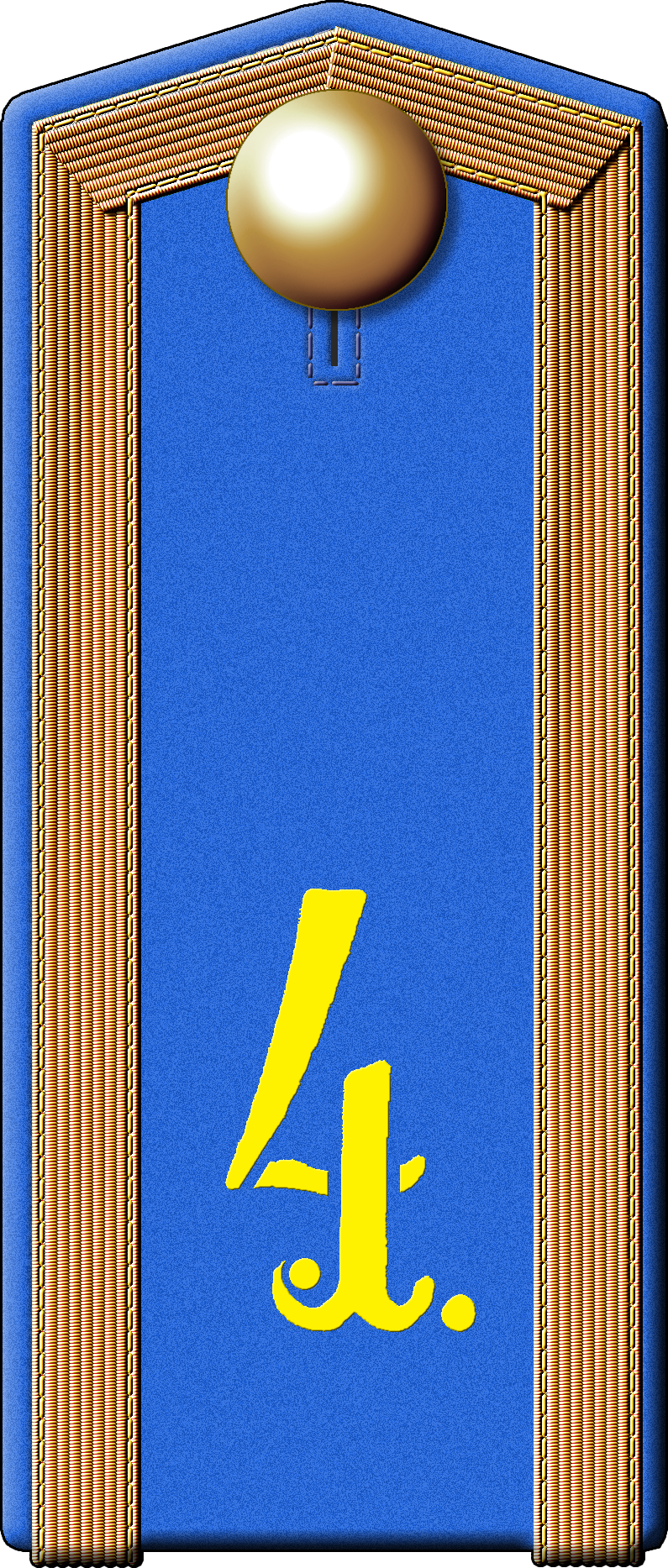
Погон воинского звания (1874—1903 гг.) «Подпрапорщик, выпускник юнкерского училища, ожидающий производства в офицеры» «Юнкер» (с 1886 г.)
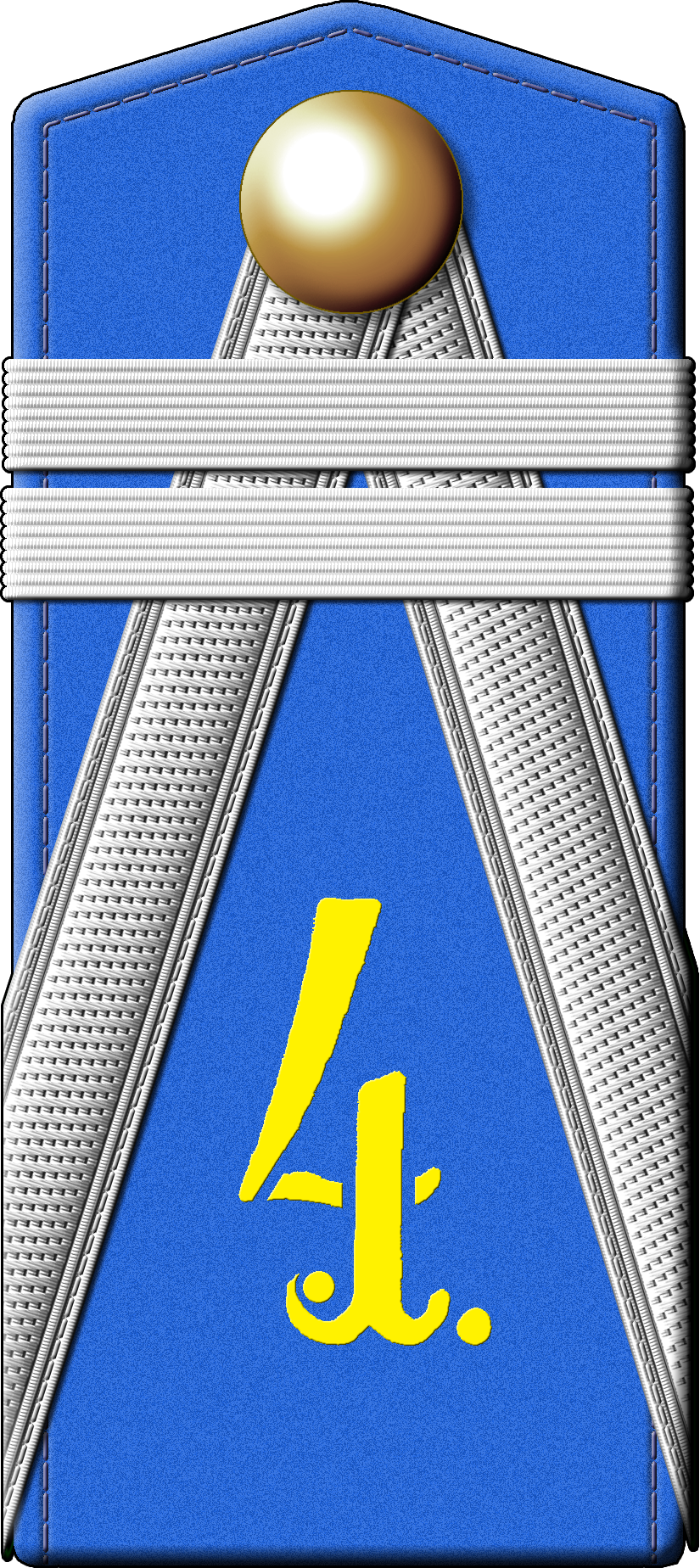
Погон воинского звания (1899—1904 гг.) «Младший унтер-офицер — кандидат на классную должность»
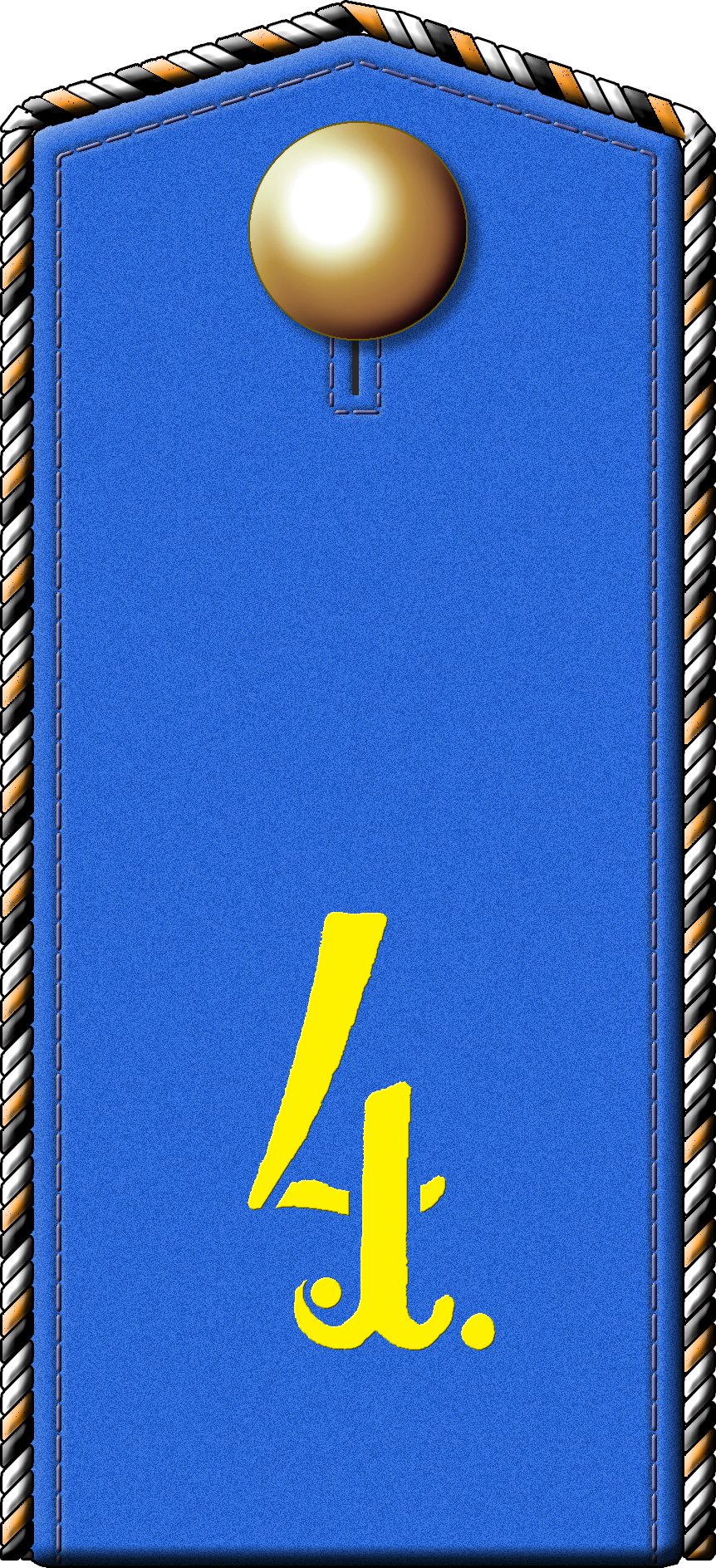
Погон воинского звания (1874—1904 гг.) «Рядовой на правах вольноопределяющегося»

- Погон воинского звания
(1874—1903 гг.)
«Подпрапорщик,
выпускник юнкерского училища,
ожидающий производства в офицеры»
«Юнкер» (с 1886 г.)
- Погон воинского звания
(1899—1904 гг.)
«Младший
унтер-офицер — кандидат
на классную должность»
- Погон воинского звания
(1874—1904 гг.)
«Рядовой на правах
вольноопределяющегося»

- Погон воинского звания
(1900—1904 гг.)
«Оружейный мастер
1-го разряда»
- Погон воинского звания
(1900—1904 гг.)
«Оружейный мастер
2-го разряда»

- Погон воинского звания
(1904—1909 гг.)
«Зауряд-прапорщик,
в должности фельдфебеля»
- Погон воинского звания
(1907—1911 гг.)
«Подпрапорщик
в должности
фельдфебеля»
- Погон воинского звания
(1904—1909 гг.)
Зауряд-прапорщик (произведенный из
старших унтер-офицеров)
- Погон воинского звания
(1904—1909 гг.)
«Оружейный мастер
1-го разряда»
- Погон воинского звания
(1904—1909 гг.)
«Оружейный мастер
2-го разряда»
- Погон воинского звания
(1904—1909 гг.)
«Младший
унтер-офицер на правах
вольноопределяющегося»
- Погон воинского звания
(1904—1909 гг.)
«Младший
унтер-офицер — кандидат
на классную должность»

- Погон воинского звания
(1909—1911 гг.)
«Зауряд-прапорщик,
произведенный из фельдфебелей»
- Погон воинского звания
(1909—1911 гг.)
«Подпрапорщик
на должности
фельдфебеля»
- Погон воинского звания
(1909—1911 гг.)
«Рядовой на правах
вольноопределяющегося»

- Погон воинского звания
(1911—1917 гг.)
«Зауряд-прапорщик,
на должности фельдфебеля»
- Погон воинского звания
(1911—1917 гг.)
«Подпрапорщик
на должности
фельдфебеля»
- Погон воинского звания
(1911—1917 гг.)
«Старший унтер-офицер,
сверхсрочнослужащий
2-го разряда»
- Погон воинского звания
(1904—1909 гг.)
«Младший
унтер-офицер на правах
вольноопределяющегося»

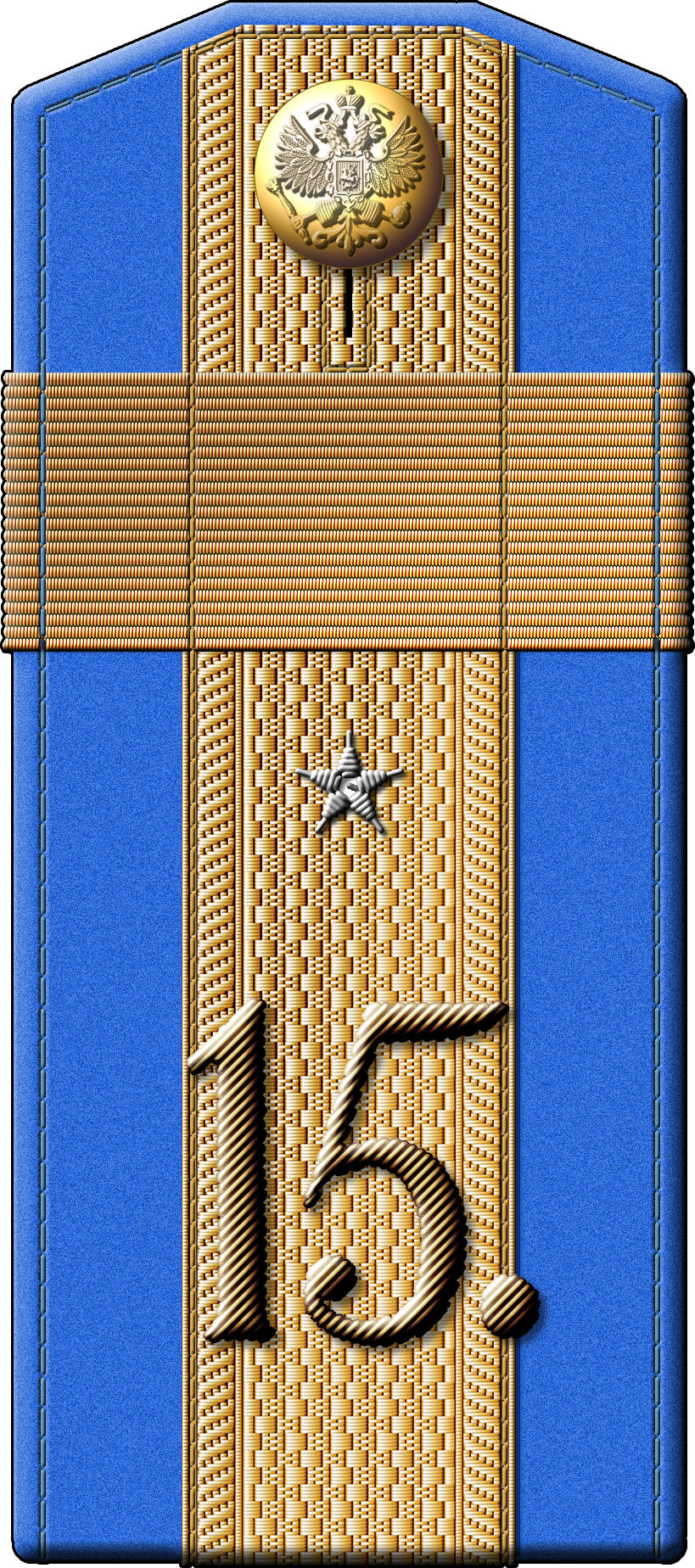
Погон воинского звания (1911—1917 гг.) «Зауряд-прапорщик, на должности фельдфебеля»
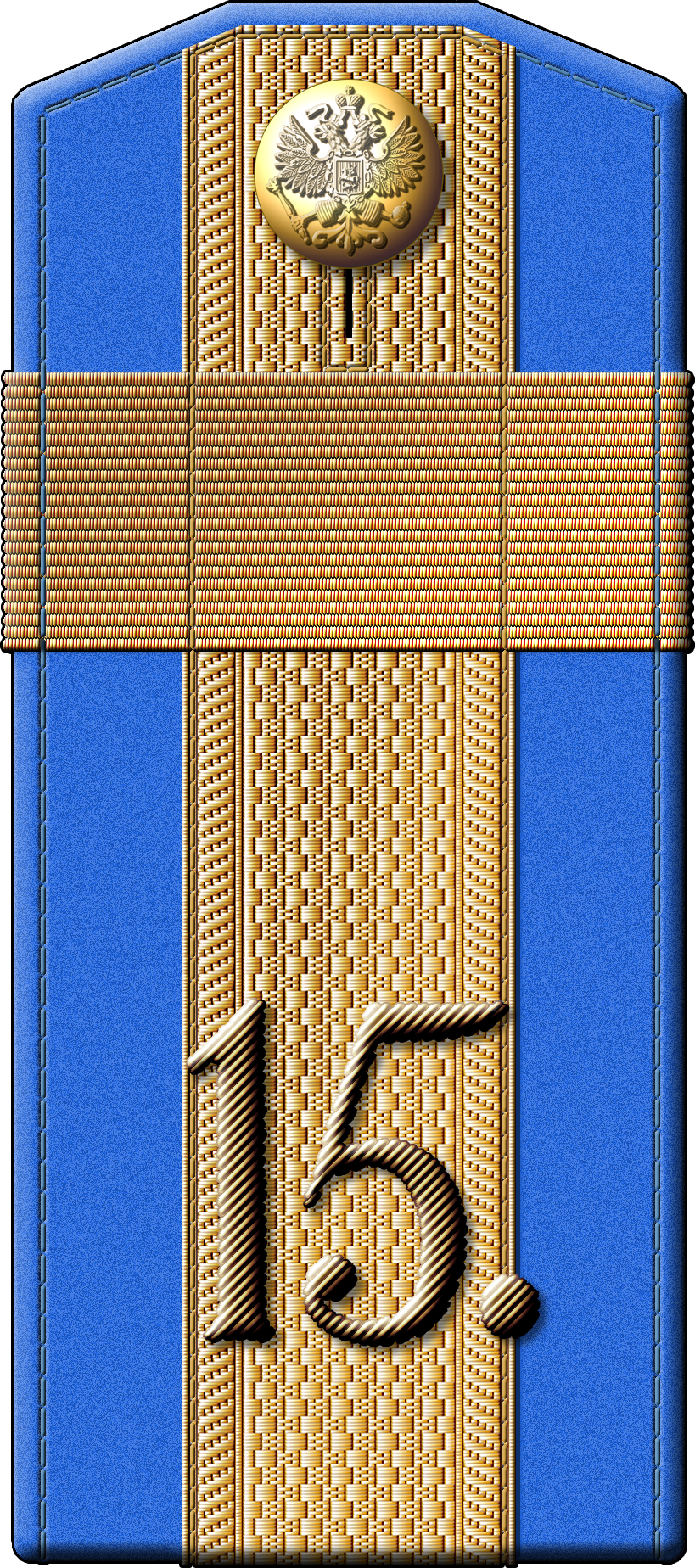
Погон воинского звания (1911—1917 гг.) «Подпрапорщик на должности фельдфебеля»
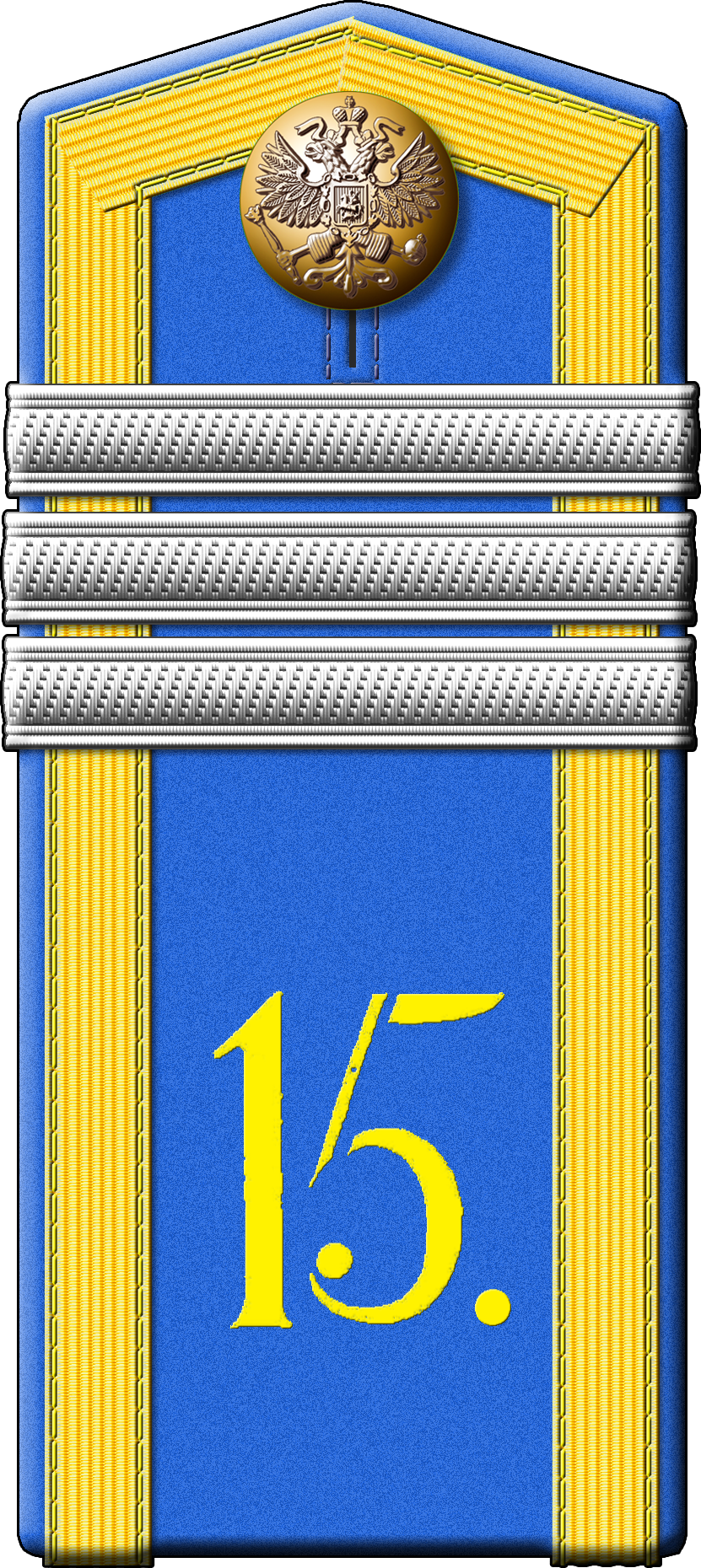
Погон воинского звания (1911—1917 гг.) «Старший унтер-офицер, сверхсрочнослужащий 2-го разряда»
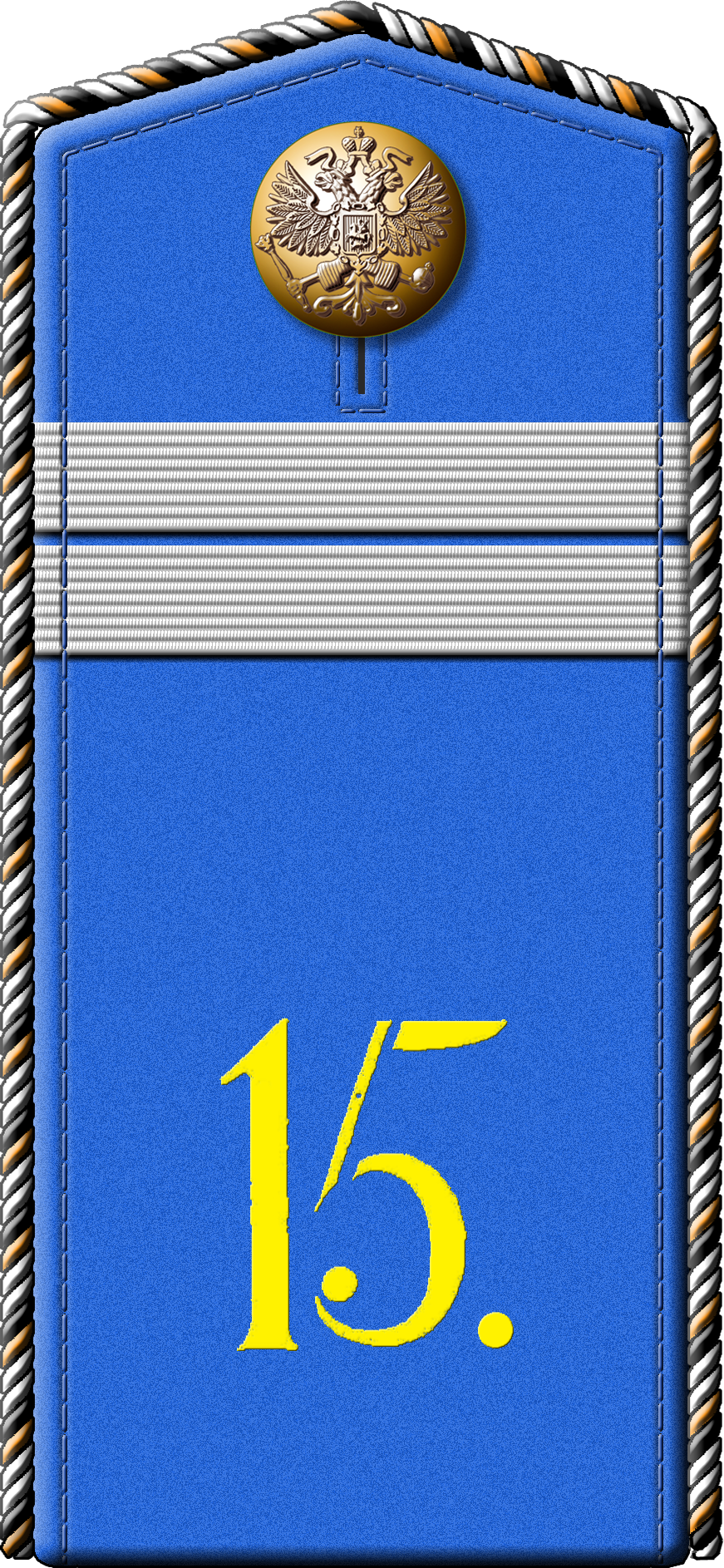
Погон воинского звания (1904—1909 гг.) «Младший унтер-офицер на правах вольноопределяющегося»

- Походный погон воинского звания
(1911—1917 гг.)
«Подпрапорщик
на должности
фельдфебеля»
- Походный погон воинского звания
(1911—1917 гг.)
«Старший унтер-офицер,
сверхсрочнослужащий
2-го разряда»
- Походный погон воинского звания
(1912—1917 гг.)
«Рядовой,
из охотников»

## Шефы полка
- 03.12.1796—01.02.1798 – генерал-майор (с 27.12.1797 генерал-лейтенант) Герман, Иван Иванович
- 01.02.1798—18.04.1798 – генерал-майор граф Остерман-Толстой, Александр Иванович
- 18.04.1798—04.02.1802 – генерал-майор Измайлов, Дмитрий Васильевич
- 04.02.1802—05.03.1802 – генерал-майор Олсуфьев, Захар Дмитриевич
- 05.03.1802—01.09.1814	– генерал-лейтенант Эссен, Пётр Кириллович

## Командиры полка
- 1700 — полковник Трейден, Матвей Иванович
- 1701 — 1702 — полковник Гундертмарк, Тихон Христофорович
- 1703 — Андрей Шневинц
- 1703 — полковник Гундертмарк, Тихон Христофорович
- с 1703 — Повиш, Бенедикт Оттович
- 05.05.1779 — 13.05.1783 — генерал-майор Беклешов, Александр Андреевич
- 28.06.1791 — 18.07.1797 — полковник Ребиндер, Максим Владимирович
- 19.07.1798 — 20.08.1798 — полковник Суков, Михаил Фёдорович
- 16.11.1798 — 03.11.1799 — майор барон Энгельгардт, Герман Николаевич
- 19.05.1800 — 26.06.1802 — майор (с 14.09.1800 подполковник) Фомин, Фёдор Константинович
- 26.06.1802 — 20.12.1802 — полковник Рахманов, Фёдор Михайлович
- 05.03.1803 — 07.10.1813 — подполковник (с 23.04.1806 полковник, с 15.09.1813 генерал-майор) Ререн, Иван Богданович
- 16.12.1813 — 09.03.1821 — подполковник (с 1814 полковник) Шеншин, Владимир Николаевич
- 25.04.1821 — 22.08.1821 — подполковник Люцедарский, Александр Фёдорович
- 22.08.1821 — 25.06.1827 — полковник Габбе, Александр Андреевич
- 01.07.1827 — 22.08.1830 — подполковник (с 27.01.1829 полковник) Чайковский, Пётр Петрович
- 22.08.1830 — 02.04.1833 — командующий подполковник (с 11.06.1831 полковник) Каниболоцкий, Яков Петрович
- 02.04.1833 — 06.12.1833 — полковник Аристов, Савелий Андреевич
- 11.02.1834 — 08.06.1840 — подполковник (с 03.11.1835 полковник) Коломейцов, Николай Яковлевич
- 08.06.1840 — 21.08.1848 — полковник Данилевский, Михаил Клементьевич
- 10.09.1848 — 26.01.1852 — полковник (с 06.12.1851 генерал-майор) Юферов, Дмитрий Семёнович
- 26.01.1852 — 10.07.1855[6] — полковник Козлов, Василий Александрович
- 10.08.1855 — 04.06.1856 — подполковник (с 30.08.1855 полковник) Малер, Вильям Христианович
- 04.06.1856 — 04.03.1861 — полковник Германс, Александр Фаддеевич
- 04.03.1861 — 20.02.1863 — полковник Гоувальт, Онуфрий Христофорович
- 20.02.1863 — 01.05.1863 — полковник Медников, Георгий Иванович
- 01.05.1863 — 30.08.1873  — полковник Фофанов, Тимофей Александрович
- 30.08.1873 — хх.хх.1879 — полковник Лелюхин, Александр Иванович
- 28.11.1879 — 15.11.1884 — полковник граф Стенбок, Максим Германович
- 20.12.1884 — 01.08.1887 — полковник Куликов, Александр Петрович
- 21.09.1887 — 29.09.1894 — полковник Стог, Михаил Демьянович
- 19.10.1894 — 23.10.1897 — полковник Назаров, Александр Георгиевич
- 12.11.1897 — 05.01.1898 — полковник Арбузов, Николай Михайлович
- 05.01.1898 — 16.09.1902 — полковник Фофанов, Владимир Тимофеевич
- 15.10.1902 — 19.02.1907 — полковник Солонина, Владимир Константинович
- 01.04.1907 — 17.05.1911 — полковник Огородников, Фёдор Евлампиевич
- 03.06.1911 — 15.11.1914[7] — полковник Арапов, Николай Иванович
- 10.12.1914 — 16.03.1916 — полковник Трещенков, Алексей Сергеевич
- 19.04.1916 — 30.08.1917 — полковник (с 20.06.1917 генерал-майор) Черлениовский, Павел Онуфриевич
- 05.10.1917 — хх.хх.хххх — полковник Ромашкевич, Виктор Францевич

## Знаки отличия
1. Полковое знамя Георгиевское с надписями: «За взятие под Фридландом одного знамени у французов 2-го Июня 1807 г. и за Севастополь в 1854 и 1855 годах» и «1700-1900». С Александровской юбилейной лентой. Высочайший приказ от 25.06.1900 г.
2. Знаки на головные уборы с надписью: «За отличие». Пожалованы 06.04.1830 г. за отличия в русско-турецкую войну 1828-29 гг.
3. Серебряные трубы с надписью: «За взятие Варшавы 25 и 26 Августа 1831 года». Пожалованы 6.12.1831 г.

## Известные люди, служившие в полку
- Бенардос, Пантелеймон Егорович — генерал-майор
- Хемницер, Иван Иванович — русский поэт-баснописец
- Штрандман, Густав Густавович — русский генерал от инфантерии, Сибирский генерал-губернатор